# منشأة الدكتور الجمال
قرية منشاة الدكتور الجمال هي إحدى القرى التابعة لمركز طامية في محافظة الفيوم في جمهورية مصر العربية. حسب إحصاءات سنة 2006، بلغ إجمالي السكان في منشاة الدكتور الجمال 32617 نسمة، منهم 17006 رجل و15611 امرأة.